# 卡拉威高爾夫公司
卡拉威高爾夫公司（：ELY），總部設於美國加利福尼亚州卡尔斯巴德，1982年成立，是一間高爾夫球具生產商，亦是全世界最大的高爾夫球桿生產商。

## 代言人
卡拉威贊助過不少高爾夫球運動員，當中不乏名宿級的人物，包括阿诺德·帕尔默、安妮卡·索倫斯坦、塞維·巴列斯特羅斯等，亦有演藝界的明星，如賈斯汀·提姆布萊克。

## 外部連結
- 官方网站